# Villa di Castiglioni
Villa di Castiglioni si trova a Montespertoli, in via di Castiglioni 65.

## Storia e descrizione
La villa è citata già nel 1092, come Casillioni Valli Pesae. L'aspetto attuale del complesso risale sommamente al XVII secolo, con una semplice facciata della villa principale, che forma una sorta di "L" con un altro corpo di fabbrica disposto lungo la strada. Le facciate hanno le forme semplici dell'architettura rurale toscana, fatta di intonaci chiari su cui spiccano le cornici in pietra di finestre e portali. 
La villa da sempre residenza e proprietà privata della famiglia Frescobaldi diventa dal 1980 proprietà del Marchese Leonardo Frescobaldi, marito di Cristiana nata Marchesa Bargagli Bardi Bandini, antica famiglia senese   , è dotata di un giardino triangolare davanti alla facciata principale, tenuto a prato e punteggiato da ombrose essenze arboree. 
Fin dal XIV secolo, la villa è il centro della fiorente coltivazione della vite, ed è all'origine dei prestigiosi vini Tenuta Castiglioni e Giramonte , con 700 ettari di terreni di cui circa 170 coltivati a vigneto, ad un'altitudine che oscilla tra i 200 e i 250 m s.l.m.